# Palaeopsylla longidigita
Palaeopsylla longidigita är en loppart som beskrevs av Chen Ningyu, We Shufeng et Li Kueichen 1979. Palaeopsylla longidigita ingår i släktet Palaeopsylla och familjen mullvadsloppor. Inga underarter finns listade i Catalogue of Life.